# الصبيحي (بيشة)
الصبيحي موقع أثري يقع بالقرب من بيشة جنوب المملكة العربية السعودية.

## الوصف
تقع الصبيحي أو كما تعرف باسم الديلمي إلى الشمال من محافظة بيشة بمسافة 14 كم٬ وذلك في منتصف الطريق الذي يصل محافظة بيشة بمدينة تبالة. في أثناء تعرض الهمداني لحدود قبيلة خثعم أشار إلى أعراض هضبة نجد بقوله: «بيشة وترج وتبالة والمراغة». كانت المدينة الأخيرة (المراغة) من المدن القرشية٬ إذ سكنها بطنان من بطون قبيلة قريش هما: بنو مخزوم٬ وبنو سهم٬ وضمت في الوقت عرفان باسم هذين البطنين، أحدهما يدعى حصن القرن المخزومي٬ والآخر حصن البرقة السهمي. ويشتمل هذا الموقع على بقايا معمارية لحصنين شيدا باللبن الطيني، يدعى الحصن الأول - محليًا حصن الخبراء السفلي٬ في حين يدعى الثاني حصن الخبراء العلوي.